# کارلوس رومرو (بازیکن فوتبال)
کارلوس رومرو (اسپانیایی: Carlos Romero‎; ۷ سپتامبر ۱۹۲۷ – ۲۸ ژوئیهٔ ۱۹۹۹) بازیکن فوتبال در پست مهاجم اهل اروگوئه بود.

## باشگاهی
از باشگاه‌هایی که در آن بازی کرده‌است می‌توان به باشگاه فوتبال دانوبیو اشاره کرد. 

## تیم ملی
وی به‌همراه تیم ملی فوتبال اروگوئه قهرمان جام جهانی فوتبال ۱۹۵۰ شده است.